# 单蛙蛭
单蛙蛭（学名：Batracobdella singularia）为舌蛭科蛙蛭属的动物。在中国大陆，分布于浙江等地，一般栖息于蛙体上。该物种的模式产地在中国。